# Giuseppe Antonio Zacchia Rondinini
Giuseppe Antonio Zacchia Rondinini (ur. 22 lutego 1787 w Vezzano, zm. 26 listopada 1845 w Rzymie) – włoski kardynał.

## Życiorys
Urodził się 22 lutego 1787 roku w Vezzano, jako syn Francesca Zacchii. Studiował na La Sapienzy, gdzie uzyskał doktorat z filozofii. W młodości był referendarzem Trybunału Obojga Sygnatur i protonotariuszem apostolskim. 25 lipca 1841 roku przyjął święcenia diakonatu, a dzień później – prezbiteratu. 22 lipca 1844 roku został kreowany kardynałem in pectore. Jego nominacja na kardynała diakona została ogłoszona 21 kwietnia 1845 roku i nadano mu diakonię San Nicola in Carcere. Zmarł 26 listopada w Rzymie.